# Estela Barnes de Carlotto
Enriqueta Estela Barnes de Carlotto (sinh ngày 22 tháng 10 năm 1930) là một nhà hoạt động nhân quyền người Argentine và là lãnh đạo của Grandmothers of the Plaza de Mayo. Một trong những con gái của bà, Laura Estela Carlotto, bị bắt cóc và mất tích khi đang mang bầu tại Buenos Aires vào cuối năm 1977. Theo thuật lại của bà, bà chắc chắn rằng con gái bà đã sinh ra một bé trai, và cháu trai của bà đã bị bắt cóc và bị đổi danh tính. Bà tìm cháu mình sau đó suốt gần 36 năm, cho đến ngày 5 tháng 8 năm 2014, sau khi một kiểm tra DNA được thực hiện một cách tình nguyện giữa những người có liên quan, cháu trai của bà được xác định, và trở thành người thứ 114 trong danh sách những đứa trẻ được tìm thấy.
Carlotto đã nhận được một số giải thưởng cho công việc của bà tại Grandmothers of the Plaza de Mayo (Abuelas de Plaza de Mayo), bao gồm giải Nhân quyền của Liên Hợp Quốc, giải Hoà bình Félix Houphouët-Boigny trao bởi UNESCO.

## Cuộc đời

### Những năm đầu và bi kịch gia đình
Enriqueta Estela Barnes sinh tại Buenos Aires vào năm 1930, trong một gia đình gốc Anh. Gia đình cô sau đó chuyển sang La Plata vào năm 1940, vào năm 1950, cô trở thành giáo viên tiểu học. Cô dạy ở Brandsen, và sau đó ở La Plata, nơi mà sau này cô trở thành hiệu trưởng. Cô kết hôn với Guido Carlotto, chủ của một cửa hàng bán sơn, và họ có với nhau 4 người con. Khi đó cô là một giáo viên tiểu học và là một bà nội trợ bình thường.
Vào thập niên 1970, dưới chế độ độc tài trong quá trình tái tổ chức quốc gia (1976-1983), ba trong số các con của bà hoạt động chính trị: Laura Estela, một sinh viên lịch sử tại trường đại học quốc gia La Plata, chiến đấu trong phong trào Peronism; Claudia học tại trường đại học trẻ Peronist và Guido Miguel dùng phòng học sinh trung tâm của trường mình để hoạt động chính trị. Vào ngày 5 tháng 8 năm 1977, lực lượng vũ trang Argentina bắt cóc và tra tấn chồng bà, sau đó ông được thả sau khi trả 40 triệu peso (tương đương với 30 000 đô la Mỹ ngày nay).

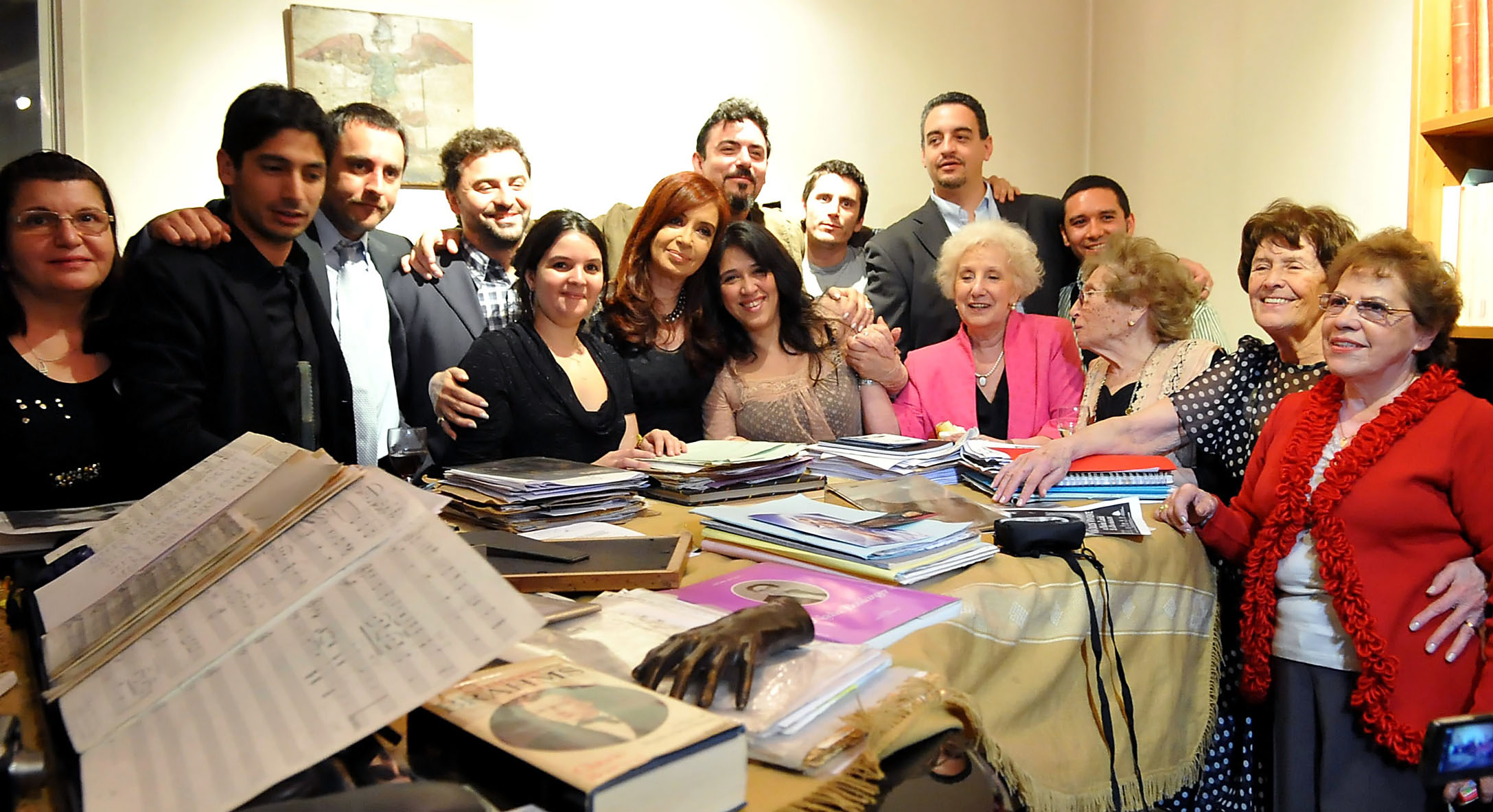
Carlotto và những grandmothers cùng grandchildren khác tụ họp vào năm 2011 với Tổng thống Cristina Kirchner tại Miguel Ángel Estrella tại Paris

Vào cuối tháng 11 năm 1977, Laura, lúc này đang mang thai ba tháng, bị bắt cóc và giải về trại tập trung La Cacha tại La Plata, cho tới cuối tháng 8 năm 1978. Trước khi sinh, cô bị đưa tới một nơi bí mật - hiện vẫn còn tranh cãi không biết là nơi nào - và sinh con vào ngày 26 tháng 6 năm 1978. Một vài tường thuật cho thấy nơi này có thể là bệnh viện quân y Buenos Aires. Nhưng dựa trên những bằng chứng trong việc tìm thấy con cô ấy, người ta nghi ngờ rằng đứa trẻ có thể đã được sinh ra ở một vùng lân cận La Cacha hay ở một bệnh viện tại một tỉnh của Buenos Aires.
Carlotto thu xếp cho việc phóng thích con gái bà, dẫn đến việc gặp tướng Reynaldo Bignone, người đã nói rằng Laura sẽ không sống sót trở về.
Vào tháng 4 năm 1978, một nhóm tù nhốt cùng con gái bà được phóng thích và báo cho bà rằng Laura vẫn còn sống và đang mang thai.
Laura kêu chúng tôi đến nói với bà hãy mang thức ăn thêm cho cô ta để cháu bà có thể được sinh ra vào tháng 6 năm đó, và nếu nó là con trai thì sẽ đặt tên là Guido, như cha của nó. Và thế là tôi đi đứa trẻ bị thất lạc.— Estela de Carlotto

Carlotto và gia đình bà luôn gọi đứa bé là Guido vì đó là cái tên mà mẹ nó muốn.
Vào tháng 4 năm 1978, Carlotto bắt đầu tham gia vào các hoạt động của Grandmothers of the Plaza de Mayo.
Vào ngày 25 tháng 8 năm đó, bà được quân đội triệu tập để giao trả xác con gái đã chết của bà, sau đó chôn tại La Plata hai ngày sau đó. Đó là một trong số ít trường hợp xác của người bị mất tích được trao trả về cho gia đình. Carlotto nghỉ hưu ngày 30 tháng 4

### Các hoạt động

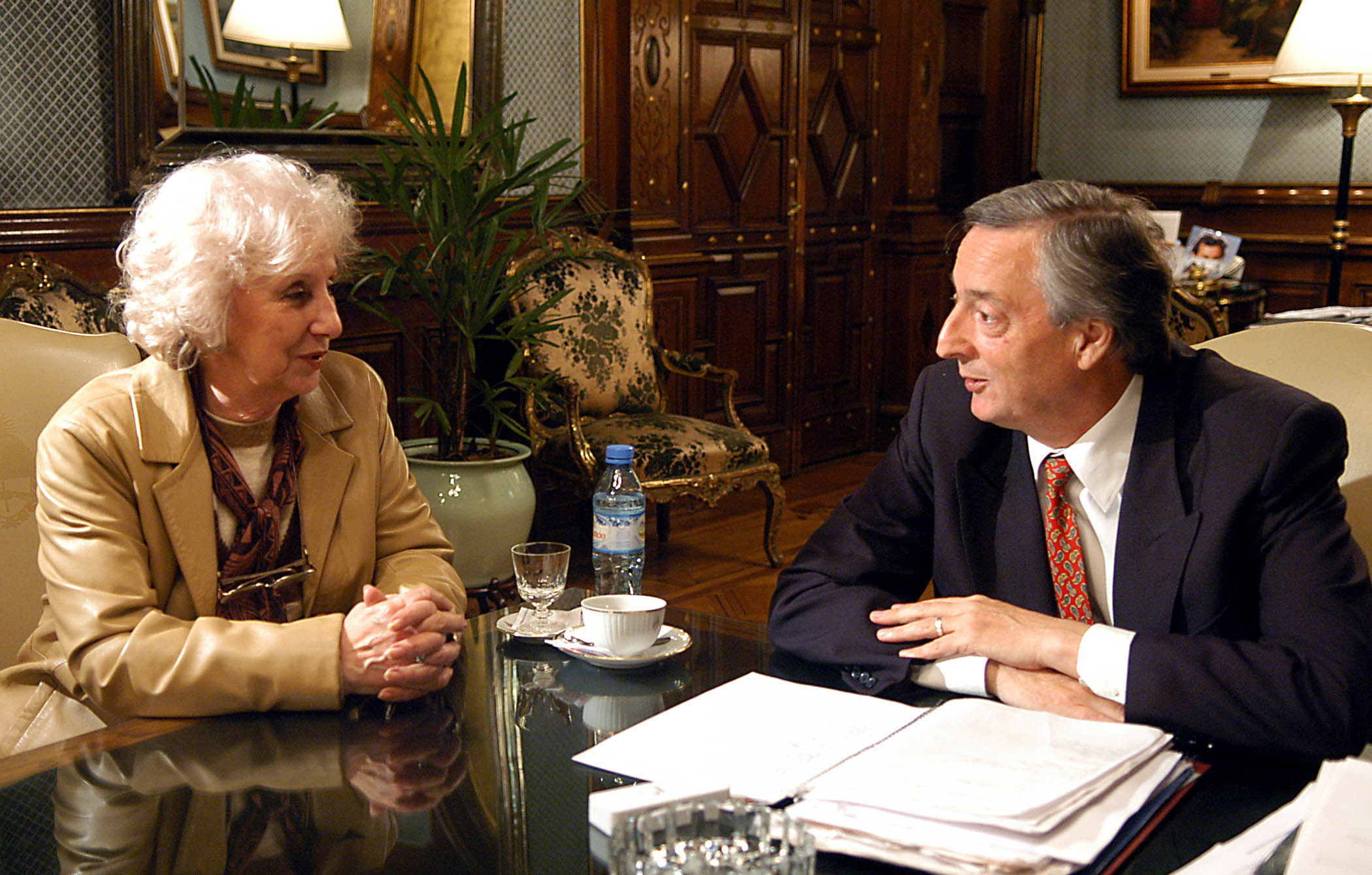
Bà Carlotto gặp tổng thống Néstor Kirchner tại Casa Rosada vào năm 2006.

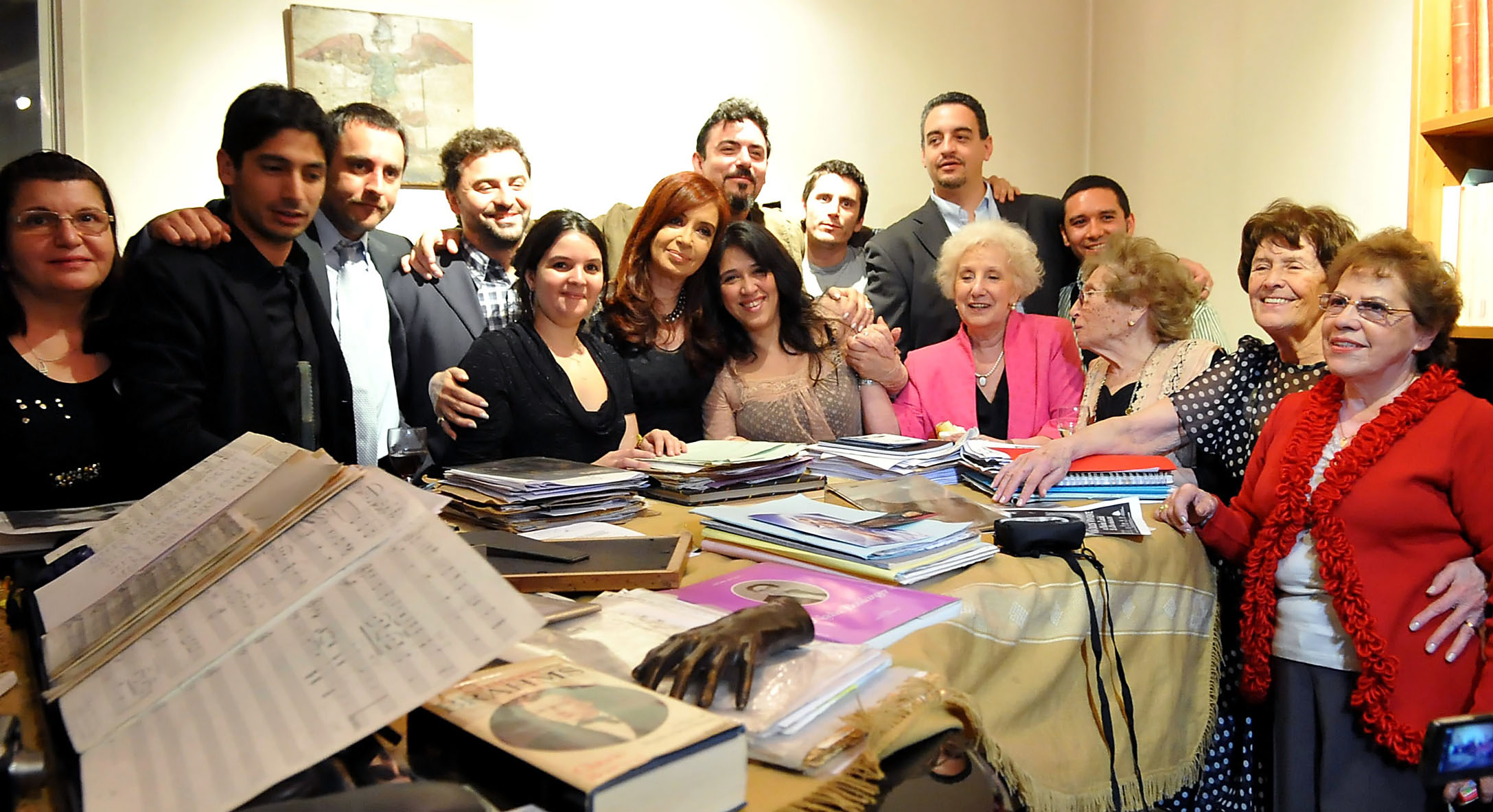
Estela Carlotto với ba cộng sự của Grandmothers of the Plaza de Mayo (bên phải), và tổng thống Cristina Kirchner (giữa), cùng với một vài trong số hơn 110 trẻ em bị bắt cóc được hiệp hội của bà giúp đỡ

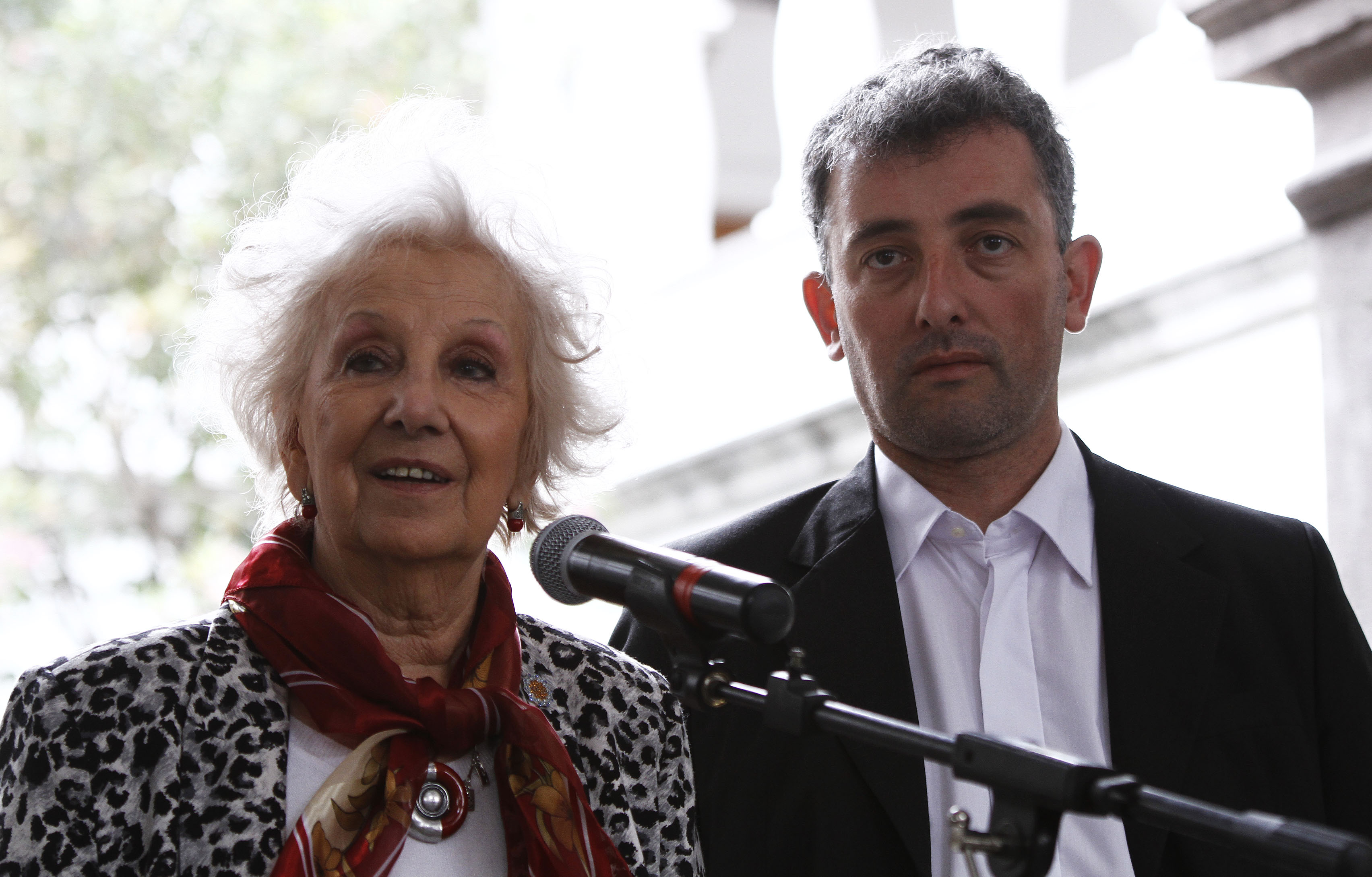
Estela cùng với cháu mình, Ignacio (Guido Montoya Carlotto) Hurban.

Nghỉ hưu khỏi vị trí hiệu trưởng từ ngày 30 tháng 8 năm 1978, bà Carlotto trở thành thành viên của Abuelas Argentinas con Nietitos Desaparecidos (Các bà Argentine của các cháu bị mất tích) vào tháng 4 năm 1979. Bà bắt đầu tìm kiếm và đòi cháu trai mình và những đứa trẻ bị bắt cóc hoặc mất tích bởi lực lượng quân đội trong thời kỳ độc tài quân sự phải được thả. Nhóm của bà, thành lập bởi Alicia de la Cuadra và 11 grandmother đồng cảnh ngộ khác vào năm 1977, sau này được đổi tên thành Association of Grandmothers of Plaza de Mayo vào năm 1980 với bà Carlotto là phó chủ tịch, và năm 1989 là chủ tịch.
Cuộc tìm kiếm thông tin của bà dẫn bà tới São Paulo, Brazil, vào năm 1980, nơi mà những người phụ nữ có con hoặc cháu trong cảnh ngộ tương tự tổ chức CLAMOR, một nhóm lập ra để gây chú ý của dân chúng đến những hiện trạng hiện tại. Khi ở São Paulo, bà được một người tù trước đây tại La Cacha rằng có một người phụ nữ được biết đến với tên "Rita" có một người cha sở hữu một tiệm sơn đã sinh ra một đứa trẻ trai và sau đó được thả với "Carlos" vào ngày 24 tháng 8 năm 1978. Điều này làm cho bà Carlotto nghĩ rằng con gái bà đã bị giết sau khi được thả.
Khoảng 500 đứa trẻ bị bắt cóc hoặc bị mang đi ngay từ lúc sinh ra khỏi mẹ của chúng tại trại tập trung trong cuộc chiến bẩn thỉu. Một phần lớn số này được đưa hoặc bán cho bố mẹ nuôi, gồm cả thủ phạm và đồng phạm trong những vụ giết bố mẹ của chúng. Grandmothers of Plaza de Mayo tìm thấy đứa trẻ mất tích đầu tiên vào năm 1984. Họ giúp đỡ thành lập Ngân hàng Gene Quốc gia cho Trẻ Mất tích vào năm 1987, và Hội Quyền Danh tính Quốc gia, một văn phòng giải đáp cho những ai nghi ngờ về tình trạng được nhận nuôi của mình, vào năm 1992. Bà Carlotto công bố việc tìm thấy đứa trẻ thứ 100 vào ngày 21 tháng 12 năm 2009.
Guido Carlotto, chồng bà, mất tại La Plata vào ngày 21 tháng 10 năm 2001. Estela Barnes de Carlotto nhận giải thưởng Nhân quyền của Liên Hợp Quốc vào năm 2003. Bà cùng với Tổng thống Cristina Fernández de Kirchner khánh thành Jardin des Mères et Grand-mères de la Place de Mai tại Paris vào năm 2008. Nhà làm phimicolás Gil Lavedra bắt đầu quay bộ phim tiểu, Estela, vào năm 2011, Susú Pecoraro trong vai bà.
Bà Carlotto thông báo ngày 5 tháng 8 năm 2014 rằng cháu trai bị mất tích lâu nay của bà đã được tìm thấy sau khi anh ta tự nguyện thực hiện xét nghiệm di truyền. Cháu bà, tên Ignacio Hurban, chỉ huy một giàn jazz và điều hành Rossi Brothers School of Music tại Olavarría; Ông trở thành người thứ 114 tìm thấy lại được danh tính thật của mình thông qua Grandmothers of the Plaza de Mayo. Sau khi ra mắt quần chúng, Hurban đổi tên thành Ignacio Guido Montoya Carlotto.